# Theodor Peters (Mediziner)
Theodor Peters (* 20. September 1926 in Aachen; † 28. April 2008 in Düsseldorf) war ein deutscher Mediziner.

## Leben und Werdegang
Peters absolvierte ein Medizinstudium in Würzburg. Es folgten eine Assistenzzeit in Aachen, eine Promotion und berufsbegleitend – deutlich später – die Habilitation an der Medizinischen Fakultät der Heinrich-Heine-Universität Düsseldorf.
Beruflich war er u. a. Leitender Gewerbemedizinaldirektor in Düsseldorf und später Direktor für Arbeitsmedizin beim Staatlichen Gewerbearzt in Bochum. Darüber hinaus hielt er universitäre Vorlesungen – als Gastdozent an der Gesamthochschule Kassel und als Lehrbeauftragter für Ergonomie an der FH Düsseldorf.
Für die Idee einer versenkbaren Schreibmaschine wurde er 1974 vom Hartmannbund mit dem mit 5000 DM dotierten Friedrich-Thieding-Preis geehrt. Später folgten das Verdienstkreuz am Bande des Verdienstordens der Bundesrepublik Deutschland und die Ernst-von-Bergmann-Plakette.
Als junger Mann trat Peters 1949 dem katholischen Studentenclub Markomannia bei und später als alter Mann der Burschenschaft Teutonia auf der Schanz.
Sein Grab befindet sich auf dem Stoffeler Friedhof.

## Auszeichnungen
- 1974: Friedrich-Thieding-Preis des Hartmannbundes
- 1992: Ernst-von-Bergmann-Plakette
- 1993: Verdienstkreuz am Bande des Verdienstordens der Bundesrepublik Deutschland

## Veröffentlichungen (Auswahl)
- mit Joachim Grifka und Hans-Friedrich Bär: Mehrstufendiagnostik von Muskel-Skelett-Erkrankungen in der arbeitsmedizinischen Praxis, Bremerhaven : Wirtschaftsverl. NW, Verl. für Neue Wiss., 2001
- Büropraxis, Ludwigshafen : Kiehl, 1993
- Besser arbeiten, mehr leisten, gesund bleiben, Köln : Kopp, 1988
- mit Gerald W. Radl: Benutzerorientiertes Kopieren, Mülheim/Ruhr : Océ Deutschland, 1986
- Verkaufsarbeitsplätze, Köln : Verlag TÜV Rheinland, 1985
- Richtig sitzen, beschwerdefrei sehen, optimal arbeiten, Minden : GHA, 1981
- mit Hans U. Bitsch: Menschengerechte Gestaltung des Kassenarbeitsplatzes in Selbstbedienungsläden, Bonn : Bundesministerium für Arbeit u. Sozialordnung, 1978
- Arbeitswissenschaft für die Büropraxis, Ludwigshafen : Kiehl, 1976, 2., durchges. u. verb. Aufl.
- Bleibende Berufsschäden bei Caissonarbeitern, Frankfurt/Main : Deutsche Gesellschaft für Arbeitsschutz, 1972